# Minszk
Minszk (belaruszul: Мiнск, oroszul: Минск, lengyelül: Mińsk) Fehéroroszország fővárosa, a Minszki terület és a Minszki járás székhelye, egyben a Független Államok Közösségének a székhelye. Lakossága 1,78 millió fő (2006). Az 1999-es népszámláláskor a lakosság 79,3%-a belarusz; 15,7%-a orosz; 2,4%-a ukrán; 1,1%-a lengyel és 0,6%-a zsidó nemzetiségű volt. 1993 óta különleges, területi jogokat élvez. Területe 269 km². A Szviszlocs és a Nyemiha folyó partján terül el, az ország földrajzi központjában, Moszkvától mintegy 700 km-re délnyugatra. A Minszki-hátság déli részén fekszik, mintegy 220 m-es tengerszint feletti magasságban. A várost északról és keletről erdőségek övezik, sok zöldterülete van (legnagyobb parkja, a Cseljuszkinyec-park 78 hektáron terül el). Közigazgatásilag 9 kerületre (Frunzenszkij, Moszkovszkij, Oktyabrszkij, Leninszkij, Partizanszkij, Pervomajszkij, Szovjetszkij, Centralnij, Zavodszkij) oszlik.
Minszk himnusza (Pesznya o Minszke)

## Története
A mai Minszk területe a középkorban két szláv törzsszövetség, a Krivicsek és a Dregovicsok területének határán feküdt, majd 980-ban a Polocki fejedelemség része lett. Első említése Meneszk néven 1067-ből maradt fenn, így ezt az évet tekintik a város alapításának. Nevét valószínűleg a középkori menszk szó után – ami cserét, cserélőhelyet jelent – kapta. Kedvező fekvése révén a 12. századra Polocki fejedelemség legnagyobb városa lett. A tatár pusztítást elkerülte, 1242-ben a Litván nagyfejedelemséghez került, azon belül pedig a Minszki vajdaság székhelye lett. 1499-ben Jagelló Sándor nagyfejedelemtől magdeburgi városi jogokat kapott. A 16. században már fontos kereskedelmi, egyházi és kulturális központ. A 17. században az orosz-lengyel háborúkban elpusztították a várost (1654-1667 között volt orosz kézen). A második nagy pusztítás az északi háborúban (1708-1709) érte, amikor a svéd és az orosz hadsereg egyaránt pusztította. A 18. századra ezért provinciális kisvárossá süllyedt, ekkoriban lakosságának többségét a lengyelek és a zsidók tették ki, 1790-ben mindössze 7 ezer lakosa volt.
1793-ban az egész országhoz hasonlóan az Orosz Birodalom része lett, 1796-ban pedig kormányzósági székhellyé vált. A 19. században mint kereskedelmi és közigazgatási központ ismét gyors fejlődésnek indult, az 1830-as években utcáinak többsége szilárd burkolatot kapott, 1838-ban megjelent az első minszki újság, 1844-ben pedig a városi színház is felépült. A fejlődést felgyorsította az 1846-ban megépült országút és az 1871-re elkészült vasút, amely Moszkvát és Varsót kötötte össze. 1873-ban a Romni-Libava (Liepaja) vasút megépülésével vasúti csomóponttá vált. Az iparosodás is megindult, a város lakossága ezért gyorsan növekedett (1860-ban 27 ezer, 1897-ben 91 ezer lakosa volt). Minszk egyben a belorusz munkásmozgalom központja is lett, 1898-ban az OSZDMP első kongresszusára itt került sor. Az első világháború alatt a frontvonal közelében levő városként nagy jelentősége volt, az orosz nyugati front főparancsnoksága itt székelt.
1917 októberében itt is megalakultak a szovjetek. 1918 februárjától decemberéig német megszállás alatt volt, 1918. március 25-én itt kiáltották ki a rövid életű Belarusz Népköztársaságot. 1919-ben a Belorusz SZSZK fővárosává nyilvánították. 1919-1920-ban egy ideig lengyel megszállás alatt volt, a rigai egyezmény értelmében végleg a Szovjetunióhoz került. 1922-ben megindult a háborús károk helyreállítása, gyors iparosítás kezdődött, a lakosság száma gyorsan növekedett (1939-ben 238,8 ezer fő). 1921-ben egyetemet létesítettek, 1929-ben megindult a villamosközlekedés, 1934-ben pedig az első repülőtér.

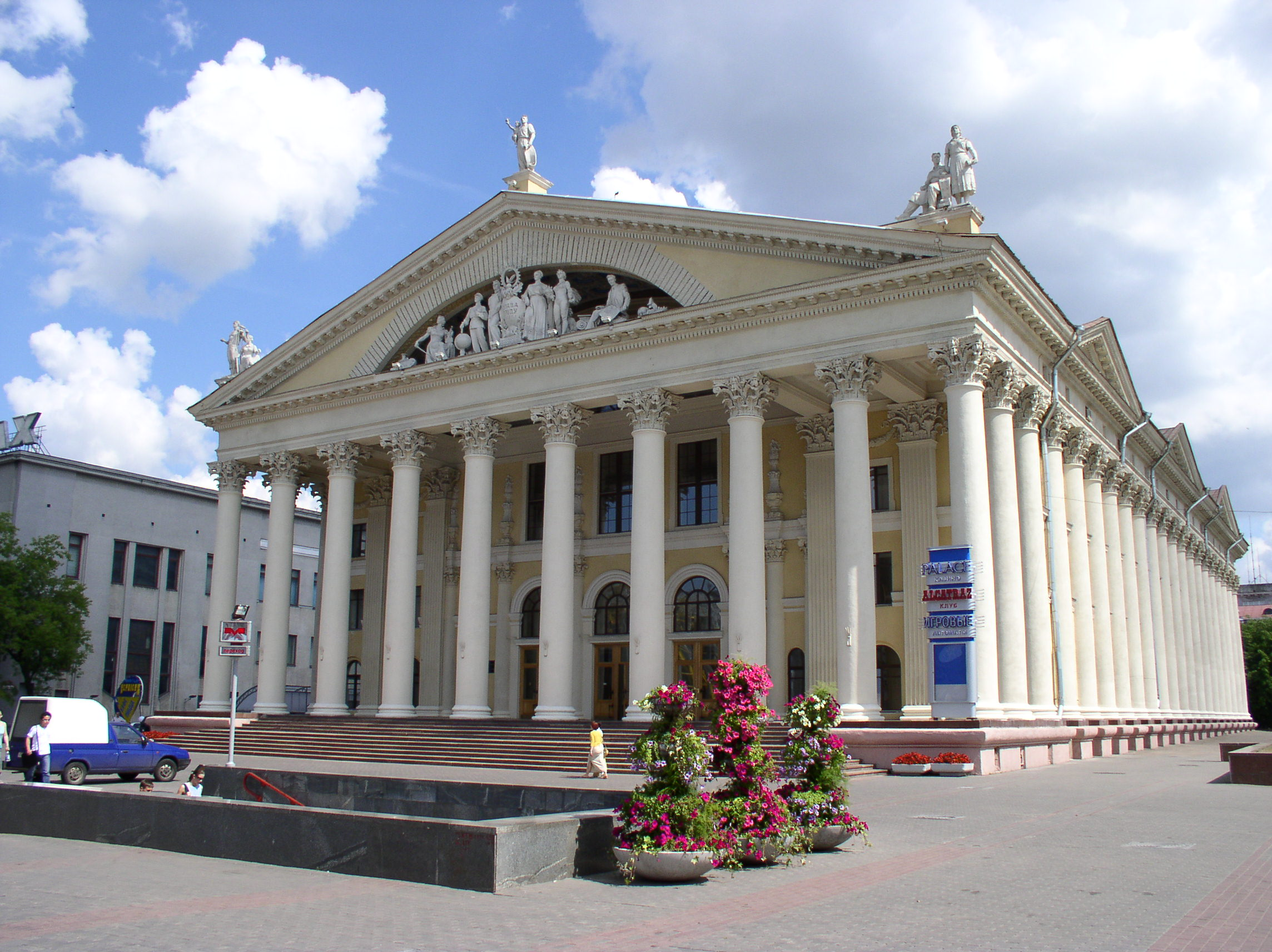
A Szakszervezetek kultúrpalotája

A második világháborúban az előretörő német csapatok 1941. június 26-án foglalták el a várost. Itt alakították ki a Reichskomissariat Ostland központját. Megkezdődött a lakosság kényszermunkára hurcolása, a kommunisták tömeges gyilkolása, a zsidó lakosság gettóba tömörítése (mintegy 100 ezres gettót alakítottak ki Minszkben). Hamarosan Minszk a belarusz partizánmozgalom központjává vált, ezért a szerepéért 1974-ben Hős város címmel tüntették ki. A Bagratyion-hadművelet keretében 1944. július 3-án szabadult fel. A súlyos harcokban a város épületeinek 80%-a megsemmisült, lakossága mintegy 50 ezer főre csökkent. A háború után a várost gyorsan újjáépítették, de az épületeket nem rekonstruálták, a város arculatára ma is az 1940-1950-es évek „Sztálin-barokk“ építészete nyomja rá a bélyegét (hatalmas, túldíszített középületek, széles utak, jellegtelen lakótelepek).

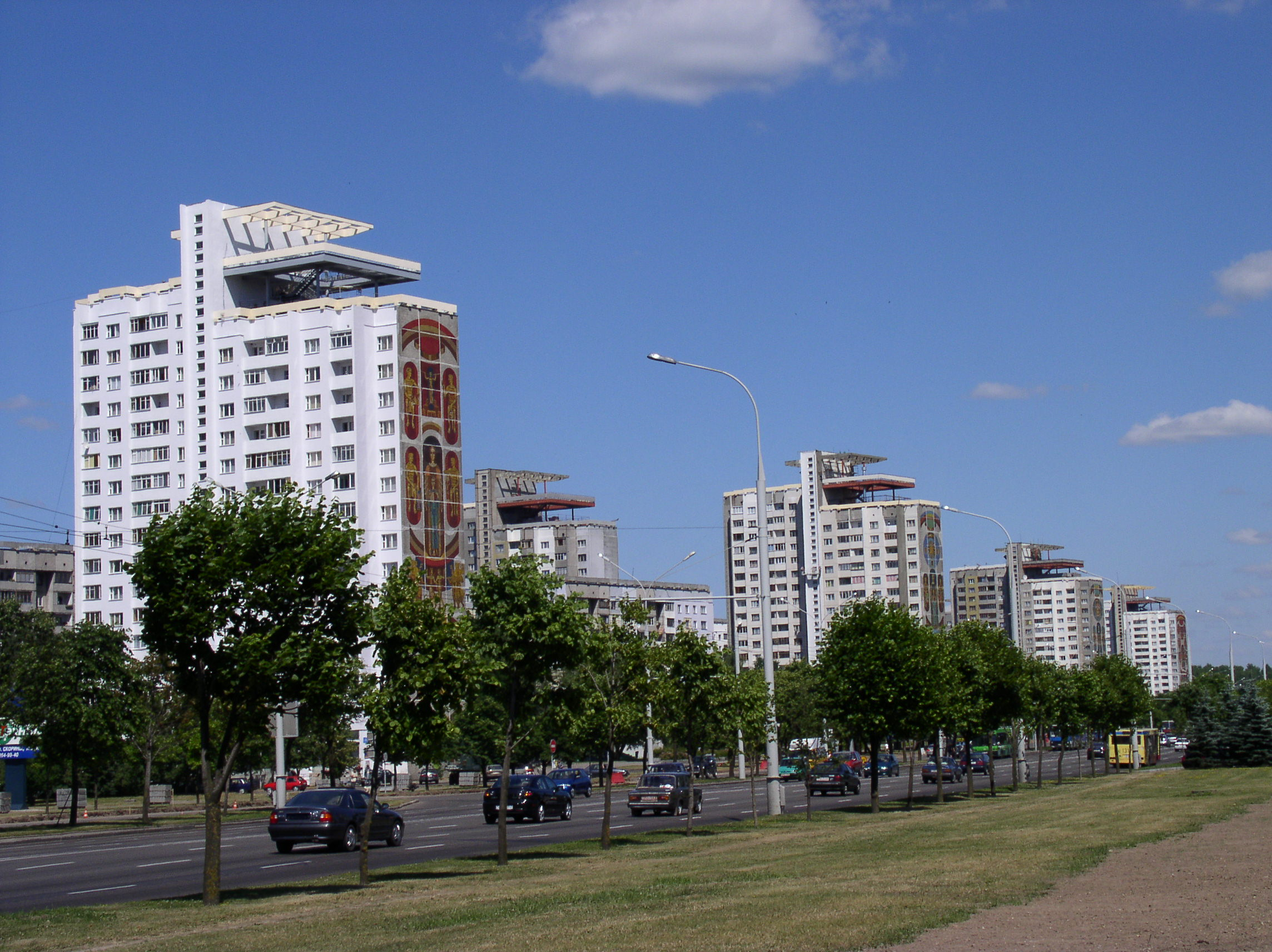
A Vosztok lakótelep házai az 1970-es években épültek

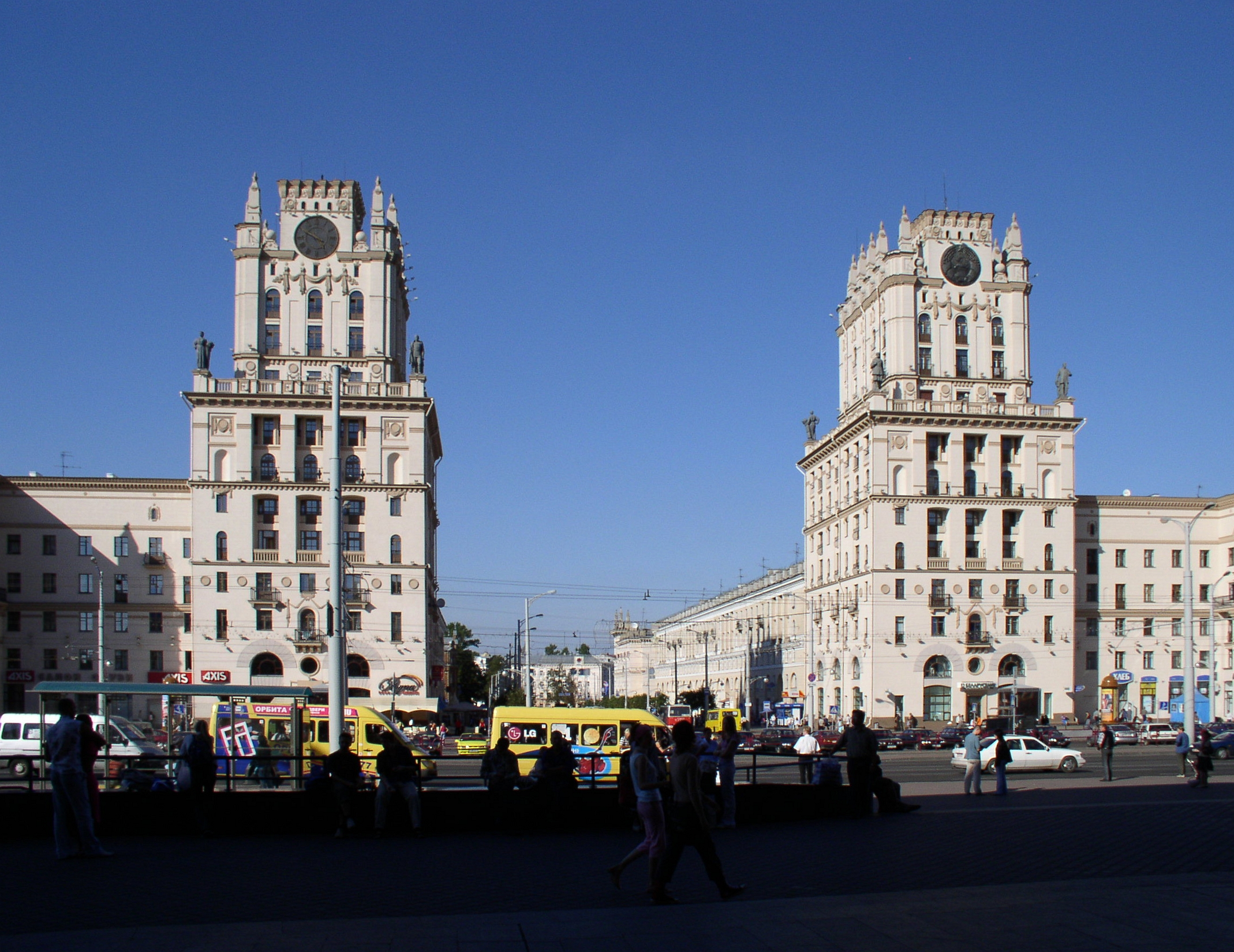
A Privokzalnaja tér épületei az 1950-es évek stílusában épültek

Az újjáépítés pozitív oldala viszont, hogy számos zöldterületet alakítottak ki, Minszk a Szovjetunió egyik leginkább parkosított városává vált. A lakosság száma gyorsan növekedett, 1959-ben elérte a ½ milliót, 1972-ben az 1 milliót, 1986-ban pedig az 1,5 milliót.  Egymás után épültek az új lakótelepek, az 1960-as években a Csizsovka, az 1970-es években a Szerebranka, Zapad és Vosztok, az 1980-as években pedig  Kuraszovscsina és Malinovka. 1975-ben a növekvő lakosság és az ipar vízigényének biztosítására elkészült a Vilija folyótól a Szviszlocson át Minszkbe vezető csatorna, amelyet a Zaszlavli-víztározó egészített ki. 1984-ben megnyitották az első metróvonalat. Az 1990-es évek közepének gazdasági válságán túljutva ma ismét gyors gazdasági növekedés jellemzi a várost, lakossága folyamatosan növekszik, a város határában egyre több helyen épülnek új lakóterületek (úgynevezett mikrorajonok).

## Éghajlata
| Hónap                         | Jan.  | Feb.  | Már.  | Ápr.  | Máj. | Jún. | Júl. | Aug. | Szep. | Okt.  | Nov.  | Dec.  | Év    |
| ----------------------------- | ----- | ----- | ----- | ----- | ---- | ---- | ---- | ---- | ----- | ----- | ----- | ----- | ----- |
| Rekord max. hőmérséklet (°C)  | 10,3  | 13,6  | 18,9  | 26,0  | 30,9 | 32,5 | 35,0 | 34,6 | 30,3  | 24,7  | 16,0  | 10,3  | 35,0  |
| Átlagos max. hőmérséklet (°C) | −2,1  | −1,4  | 3,8   | 12,2  | 18,7 | 21,5 | 23,6 | 22,8 | 16,7  | 10,2  | 2,9   | −1,2  | 10,7  |
| Átlaghőmérséklet (°C)         | −4,5  | −4,4  | 0,0   | 7,2   | 13,3 | 16,4 | 18,5 | 17,5 | 12,1  | 6,6   | 0,6   | −3,4  | 6,7   |
| Átlagos min. hőmérséklet (°C) | −6,7  | −7,0  | −3,3  | 2,6   | 8,1  | 11,7 | 13,8 | 12,8 | 8,2   | 3,6   | −1,3  | −5,5  | 3,1   |
| Rekord min. hőmérséklet (°C)  | −39,1 | −35,1 | −30,5 | −18,4 | −5,0 | 0,0  | 3,8  | 1,7  | −4,7  | −12,9 | −20,4 | −30,6 | −39,1 |
| Átl. csapadékmennyiség (mm)   | 45    | 38    | 44    | 42    | 65   | 89   | 89   | 68   | 60    | 53    | 48    | 49    | 690   |
| Havi napsütéses órák száma    | 46    | 70    | 127   | 177   | 254  | 261  | 257  | 235  | 165   | 99    | 36    | 24    | 1751  |
| Forrás: Hong Kong Observatory |       |       |       |       |      |      |      |      |       |       |       |       |       |

## Gazdaság
Minszk Fehéroroszország legnagyobb ipari központja. Az iparosodás a 19. század második felében kezdődött (vasúti járműjavítás, textilipar), majd a szovjet időszakban felgyorsult. A legnagyobb üzemeket az első ötéves tervek (1929-1941) szakaszában létesítették. Más posztszovjet városokkal ellentétben Minszkben az ipar 1990 után is megőrizte jelentőségét.
Legnagyobb gépipari üzemei az 1946-ban alapított Minszki Traktorgyár (MTZ) és az 1947-ben létesült Minszki Autógyár (MAZ), amely főként teherautókat és buszokat gyárt. A volt Szovjetunió egyik legnagyobb óragyára, a Minszki Óragyár valamint fényképezőgépgyára is itt található. Az élelmiszer-, fa- és vegyipar (gyógyszergyártás) szintén számottevő. Kisebb hőerőműve is van.

## Közlekedés

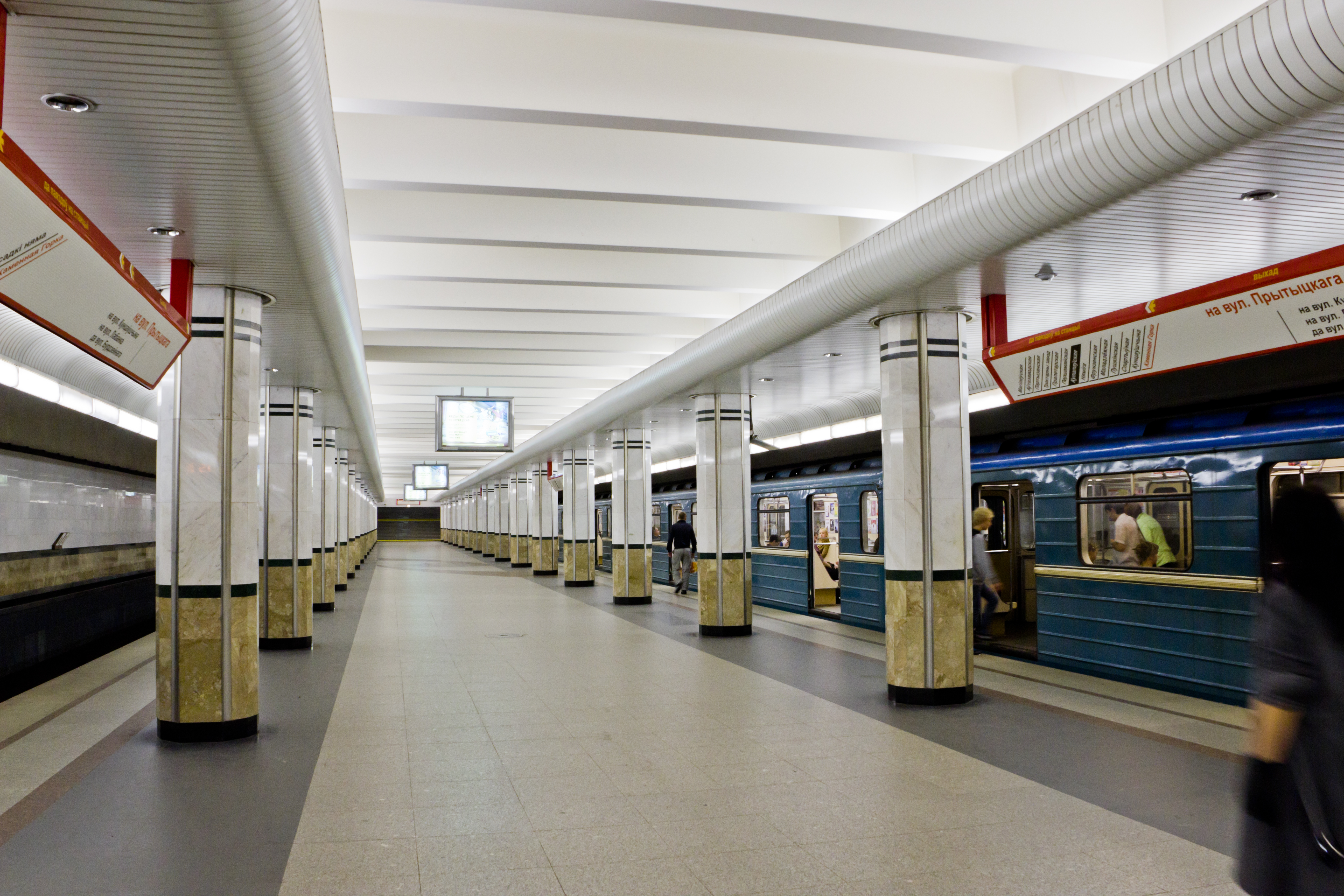
A metró Kamennaja Horka állomása

Minszk az ország közlekedési csomópontja, a Varsó-Moszkva vasúti és közúti fővonal fontos állomása. Két repülőtere is van, a Minszk-1 a várostól délre 1934 óta működik, innen indulnak a közeli (Moszkva, Szentpétervár, Kalinyingrád stb.) járatok. A modern Minszk-2 a központtól 42 km-re keletre található, 1982-ben nyitották meg és a nemzetközi járatok számára ez a fő légikikötő. A városi közlekedést 10 villamos-, 70 trolibusz- és több mint 100 buszjárat szolgálja. A metró építését 1977-ben kezdték meg, az első vonal (Moszkovszkaja) 1984-ben nyílt meg (9 állomás, 9,5 km), a második (Avtozavodszkaja) 1990-ben (14 állomás, 18 km).

## Oktatás, kultúra
Minszkben 12 egyetem működik, melyek közül a legjelentősebb az 1921-ben alapított Belarusz Állami Egyetem (BSZU), melynek mintegy 17 ezer hallgatója van. 11 színház (a Makszim Gorkij-színház oroszul, a Janka Kupala belarusz nyelven tartja előadásait) és 20 múzeum (Szépművészeti múzeum, Néprajzi múzeum, A Nagy Honvédő Háború múzeuma, Nemzeti Történeti múzeum, Janka Kupala irodalmi múzeum stb.) működik a városban. 

## Látnivalók
Minszk viszonylag szegény műemlékekben, ennek oka a második világháború pusztításaiban rejlik. Néhány értékes egyházi műemléke viszont ma is látható, ilyen a 17. századi bencés apátság az 1687-re felépült Szentlélek-katedrálissal (szobor Szv. Duha) és a Szent József-templommal, az egykori jezsuita kolostor a Szűz Mária-templommal (1710), valamint az 1620-as években épült Szent Péter és Pál-templom. Az egyházi műemlékek közül említést érdemel még a Szt. Szimeon neoromán téglatemploma (1910), a neogótikus Troickij-templom (1864), a középkori orosz stílusban épült Alekszandr Nyevszkij-templom (1898) és a Mária Magdaléna-templom (1847).

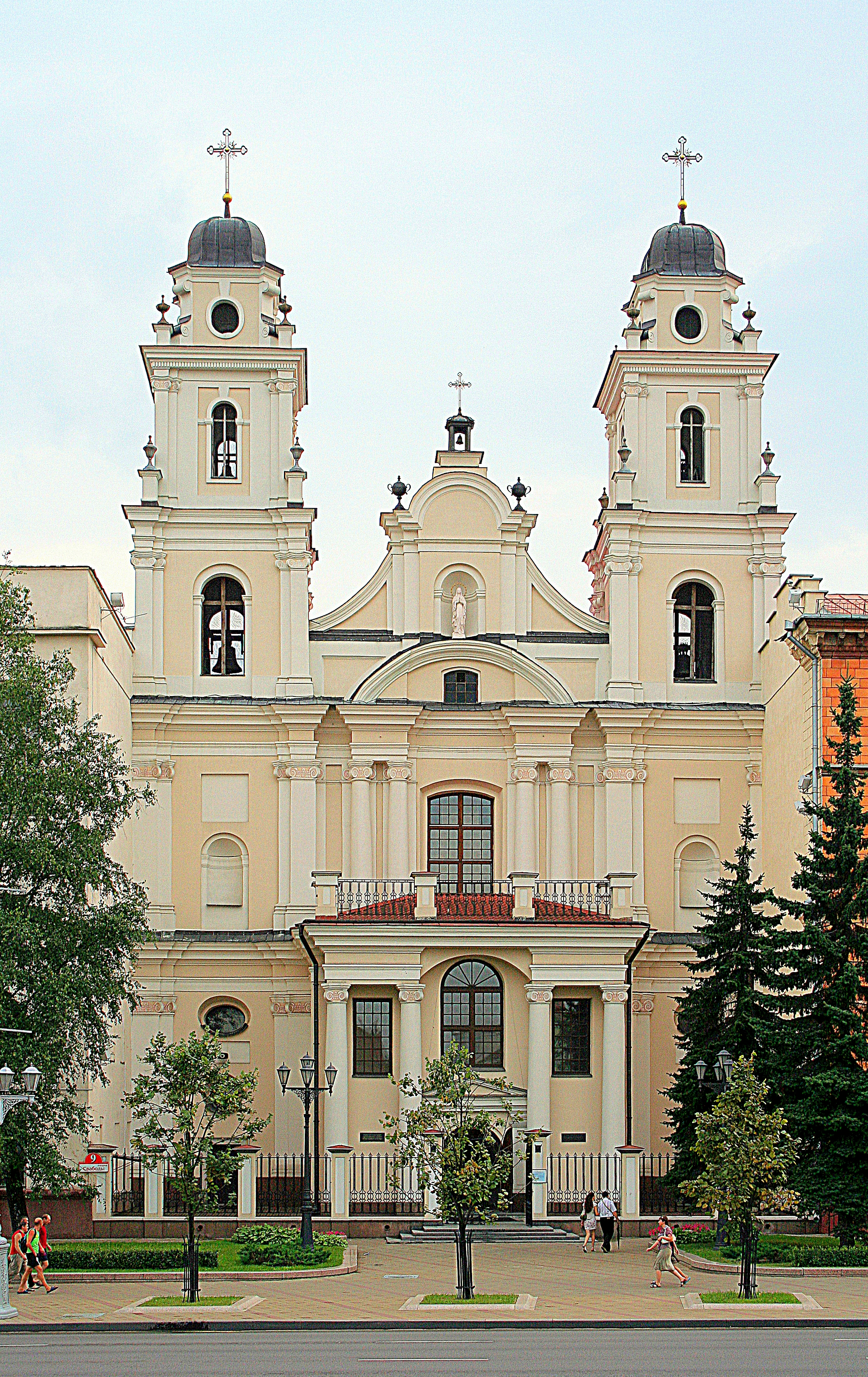
Az 1710-ben épült Szűz Mária-templom

A világi műemlékek közt meg kell említeni a Piscsali-kastélyt (1825) és a 18. századi városházát (ratusa), amelyet 2003-ban eredeti formájában építették újjá. A Kálvária-temetőben található a Kresztovozdvizsenszkij-templom (1842) és az 1830-ban épült kapu. A közelmúltban is épültek új templomok és monostorok, a legszebb ezek közül az 1999-re elkészült Szent Erzsébet-monostor. A város mellett található az Urucsje kőmúzeum. A szovjet időszak számos emlékművel gazdagította a várost, a legismertebb a Nagy Honvédő Háború emlékműve, a Haza-anyácska szobra.

## Testvérvárosok
- Bengaluru, Karnátaka, India
- Brassó, Románia
- Detroit, Michigan, USA
- Eindhoven, Észak-Brabant, Hollandia
- Havanna, Kuba
- Lyon, Rhône-Alpes, Franciaország
- Murmanszk, Oroszország
- Nottingham, Anglia
- Novoszibirszk, Oroszország
- Szendai, Mijagi, Japán
- Katmandu, Nepál